# البطولات الفرنسية 1903 (كرة مضرب)
في دورة رولان غاروس الدولية عام 1903 فاز في بطولة فردي الرجال اللاعب ( الفرنسي) ماكس ديسوجايس (Max Decugis).